# Tobias taczanowskii
Tobias taczanowskii là một loài nhện trong họ Thomisidae.
Loài này thuộc chi Tobias. Tobias taczanowskii được Carl Friedrich Roewer miêu tả năm 1951.